# Erschwil
Erschwil (gsw. Erschbl, hist. Erginvelier) – miejscowość i gmina w Szwajcarii, w kantonie Solura, w jednostce administracyjnej (Amtei) Dorneck-Thierstein, w okręgu Thierstein.

## Demografia
W Erschwil mieszka 939 osób. W 2021 roku 15% populacji gminy stanowiły osoby urodzone poza Szwajcarią. 

## Transport
Przez teren gminy przebiega droga główna nr 267.